# لیزر (آلمان)
لیزر (به آلمانی: Lieser) یک شهر در آلمان است که در برنکاستل-ویتلیش واقع شده‌است. لیزر ۱٬۱۶۶ نفر جمعیت دارد.